# 통쾌 활활 행진곡
《통쾌 활활 행진곡》(일본어: 痛快GANGAN行進曲)은 일본 개발사 ADK가 제작한 아케이드 대전 격투 게임이다. 단순히 좌우가 아닌 상하로도 이동하면서 격투를 할 수 있는 2.5D 게임플레이가 특징이다. 일본판 제목의 간간(GANGAN)은 불이 타는 모양 등을 나타낸 의태어이다. 영어판 제목은 《어스레서즈 오브 다크 컴뱃》(Aggressors of Dark Kombat)으로, 약자가 제작사 ADK와 같다는 것을 이용한 말장난이다.
아케이드용으로 처음 출시된 후, 가정용 네오지오와 네오지오 CD로 이식되어서 출시됐다. 2008년에는 플레이스테이션 2으로 〈ADK 혼〉에 포함돼서 발매됐고, 2018년에 햄스터 코퍼레이션의 〈아케이드 아카이브스〉 시리즈의 일부로 디지털 플랫폼에 재발매됐다.

## 게임플레이
《통쾌 활활 행진곡》은 동시대 격투 게임과 비교했을 때 특이점이 많은데, 가장 독특한 특징은 단순히 좌우가 아닌 화면 안밖으로 네방향으로 캐릭터를 조종할 수 있다는 점이다. 또한 4버튼을 사용하는 전형적인 네오지오 격투 게임과는 달리 《통쾌 활활 행진곡》은 공격 버튼이 두 개(주먹, 발차기)만 존재하고, 대신 점프 버튼이 따로 있다. 진행형 격투 게임처럼 시간이 지나면 필드 위에 공격용 무기가 계속 생기며, 상대방에게 가까이가 잡기공격을 시전할 수도 있다.
상대방에게 강한 공격을 가하면 일정 확률로 골절/출혈 상태이상을 일으켜 일정시간동안 기절시킬 수 있다. 인터페이스 밑에 있는 기 게이지가 차면 필살기를 사용할 수 있는데, 상대방의 체력상태에 따라 강한 필살기를 사용할 수 있으며, 상대를 일격에 끝내는 '활활 필살기'도 시전 가능하다.